# Mercedes (Paraná)
Mercedes is een gemeente in de Braziliaanse deelstaat Paraná. De gemeente telt 4.902 inwoners (schatting 2009).

## Aangrenzende gemeenten
De gemeente grenst aan Guaíra, Marechal Cândido Rondon, Nova Santa Rosa en Terra Roxa.

### Landsgrens
En met als landsgrens aan de gemeente Salto del Guairá in het departement Canindeyú met het buurland Paraguay.